# エフェソス博物館
エフェソス博物館（えふぇそすはくぶつかん、トルコ語: Efes Müzesi）はトルコのイズミル県セルチュクにある博物館である。近くのエフェソス遺跡地域の発掘品を保管し展示する。最も著名な発掘品はアルテミス神殿で発見されたアルテミス像である。展示施設は考古学と民族誌の2つの部門で構成される。 
大規模改修のために2012年末にいったん閉鎖、2014年11月に再開した。年中無休である。 

## 写真

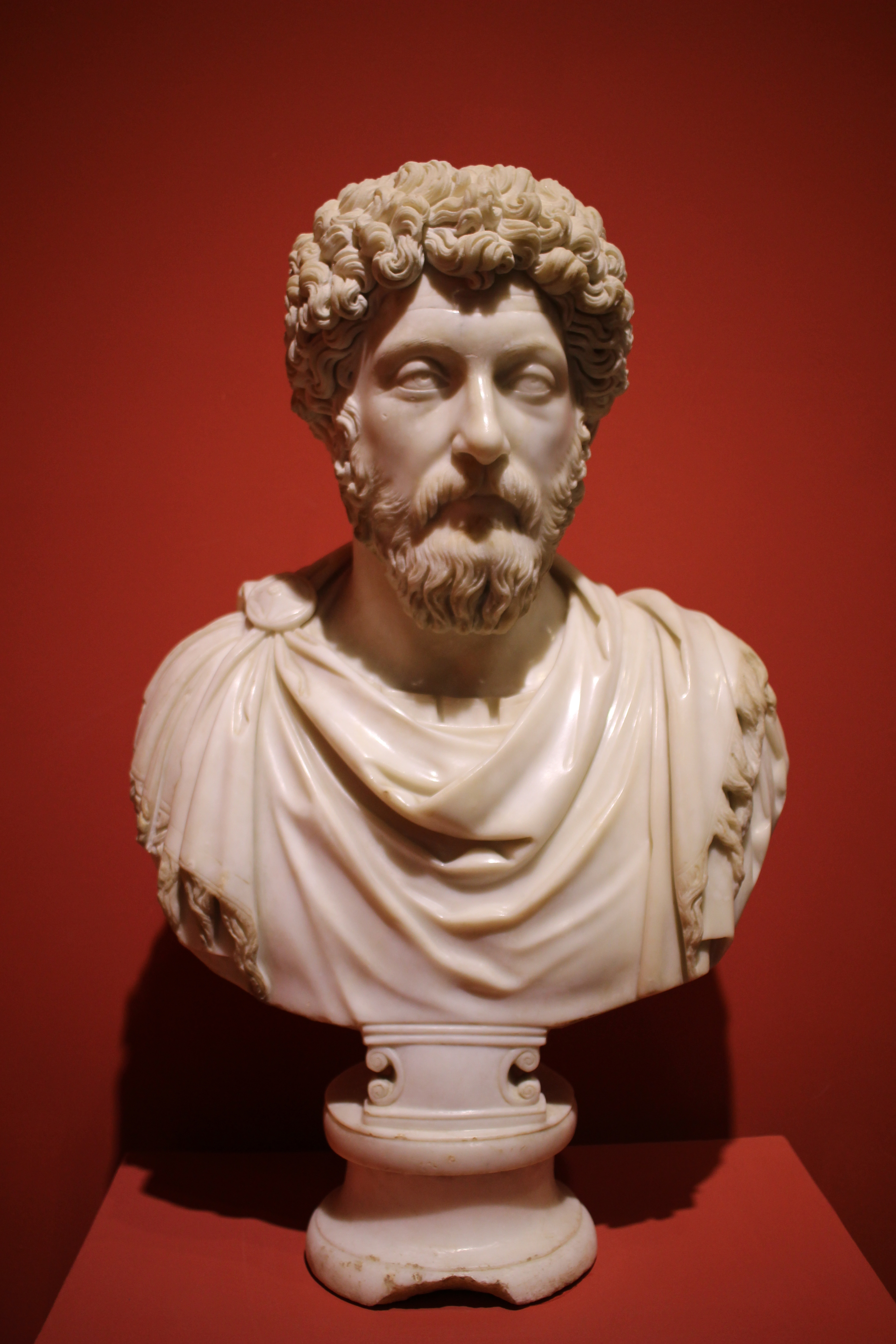
マルクス・アウレリウス（紀元2世紀）
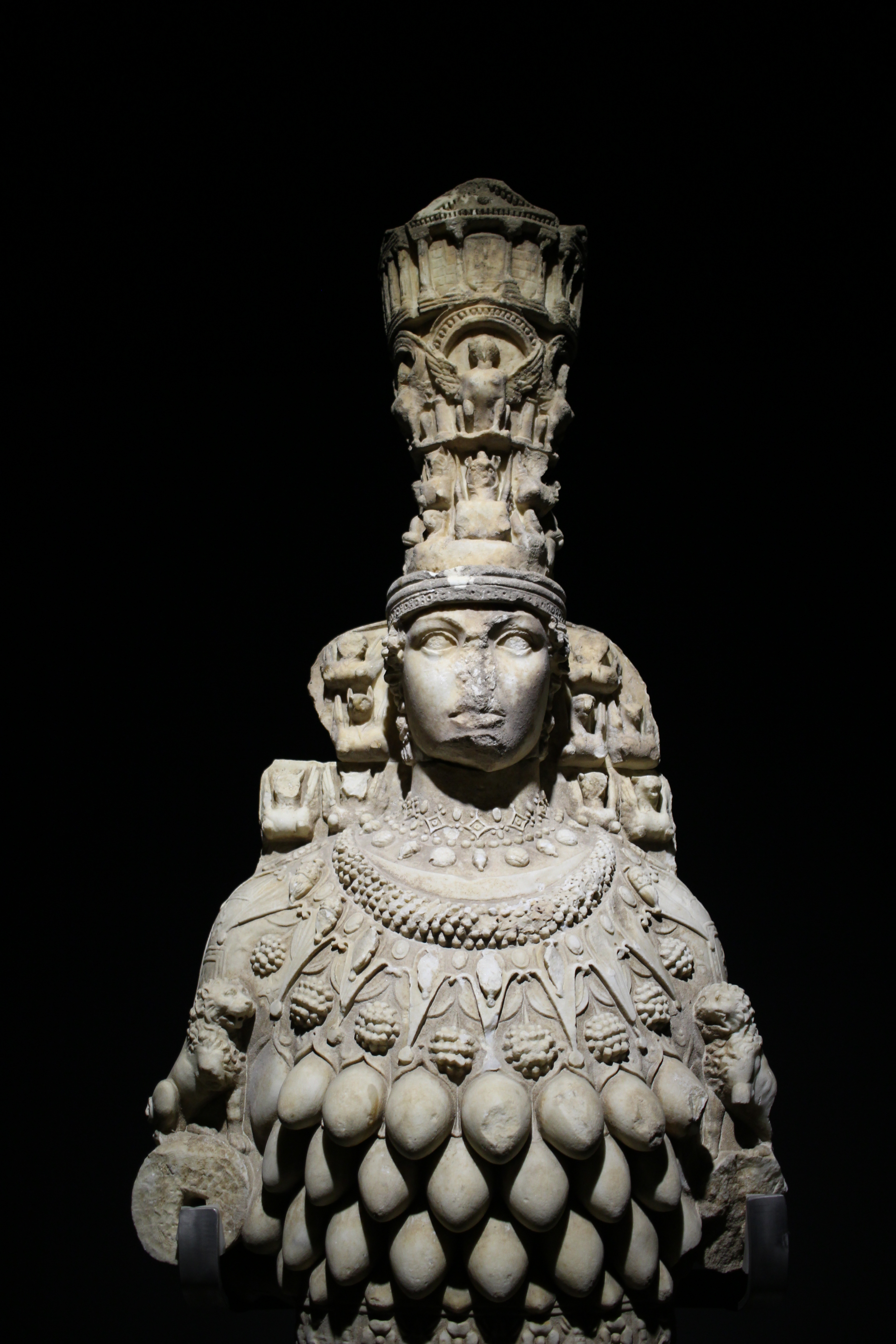
アルテミス
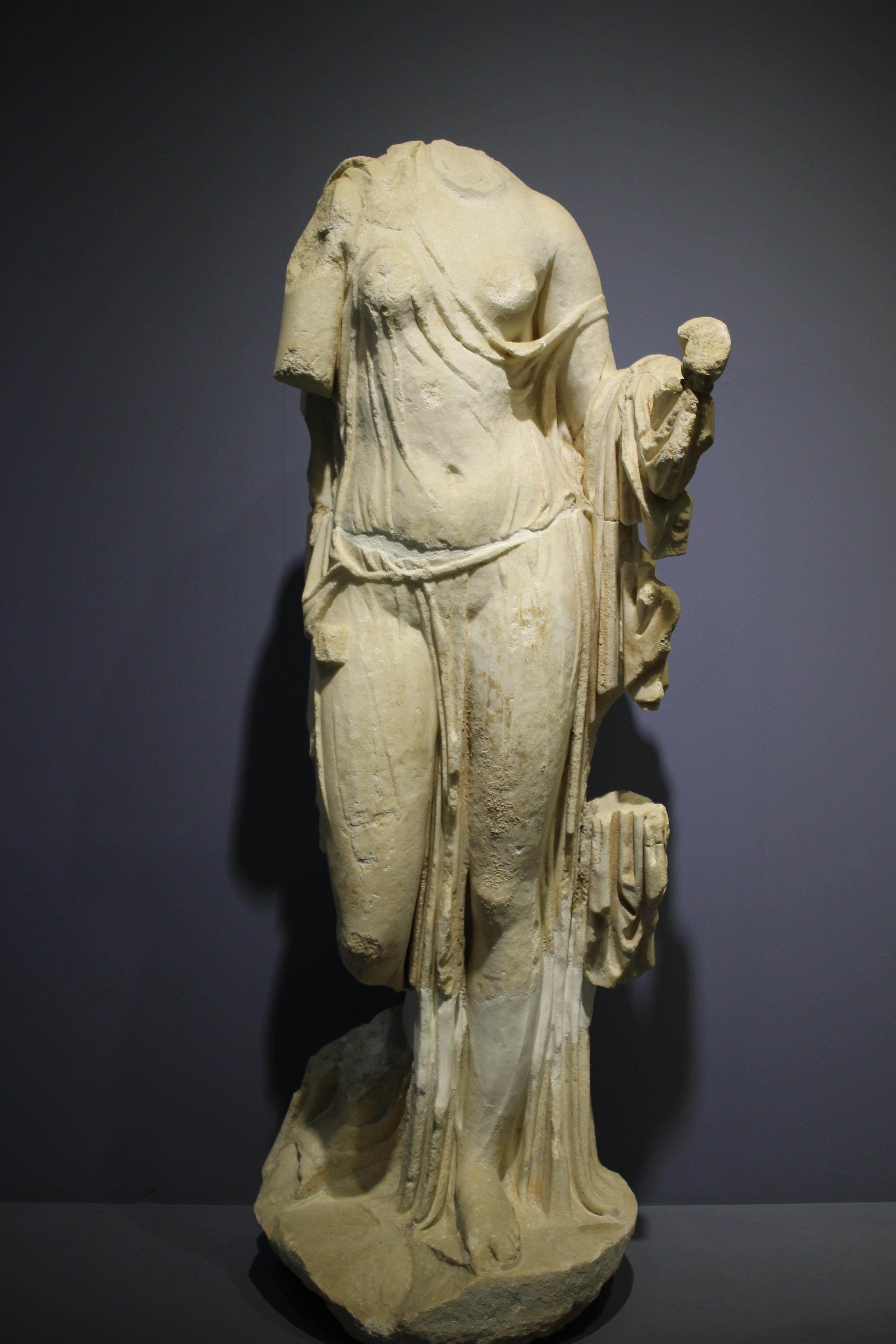
アフロディーテ（紀元2世紀）
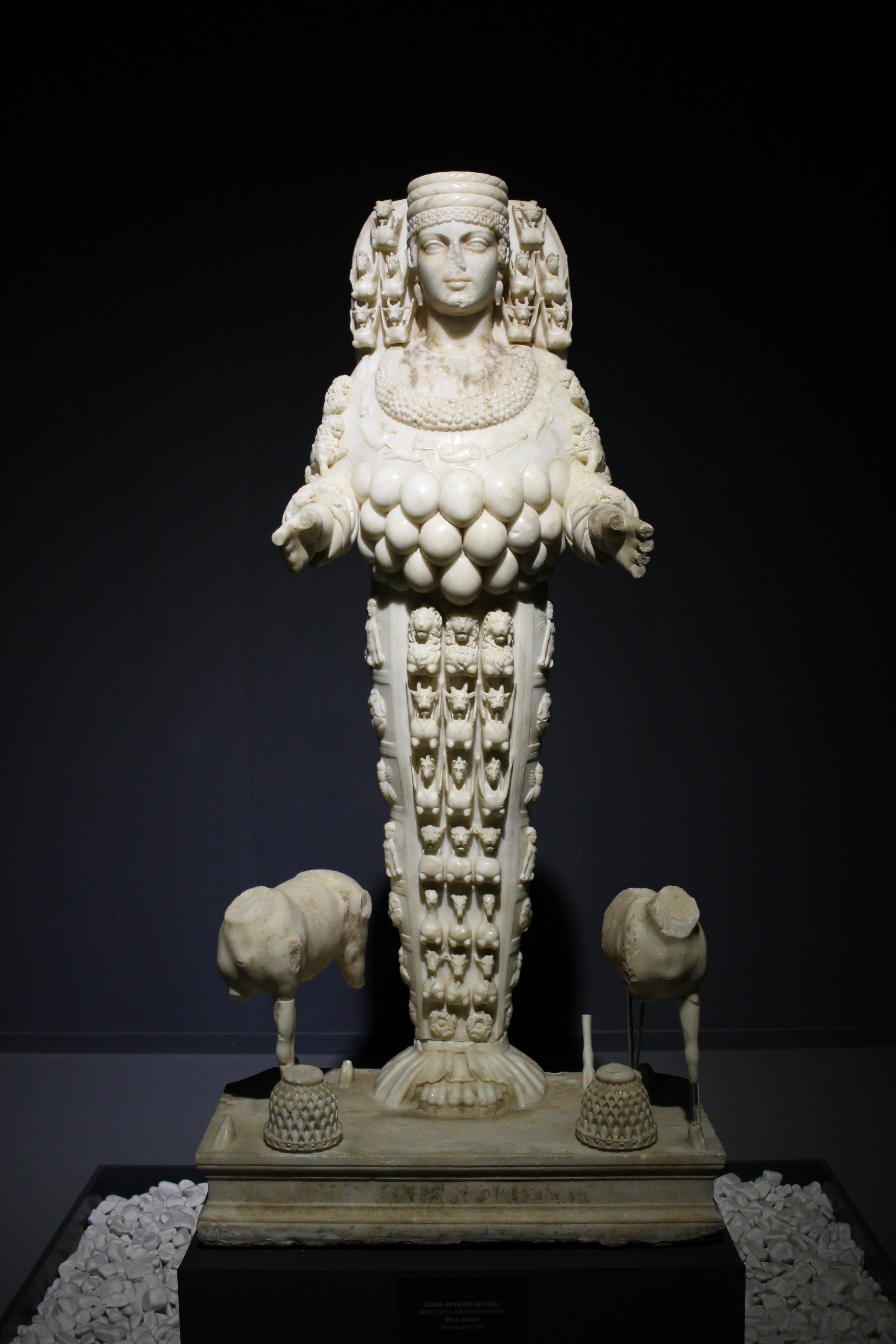
エフェソスのアルテミス
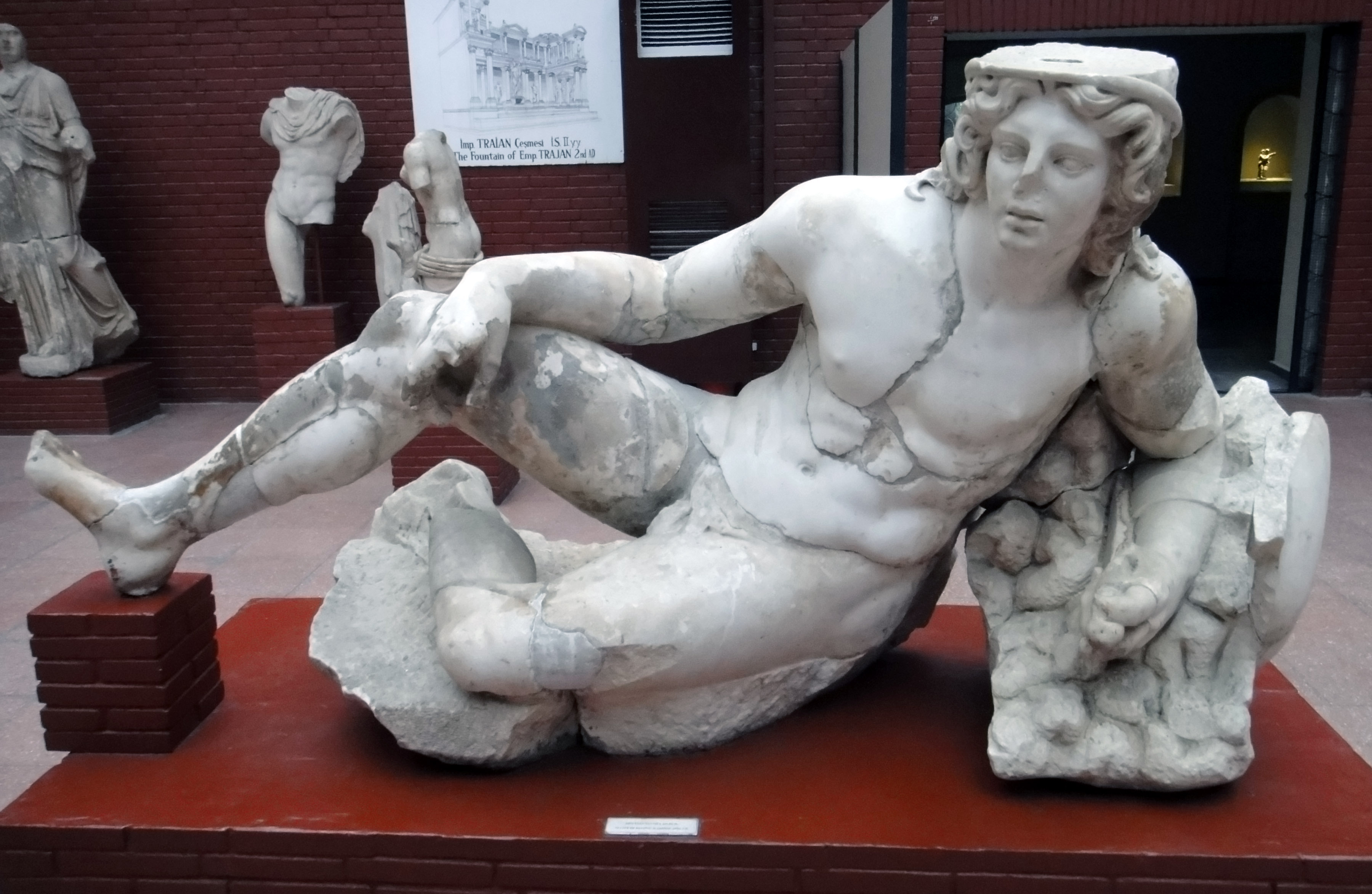
戦士
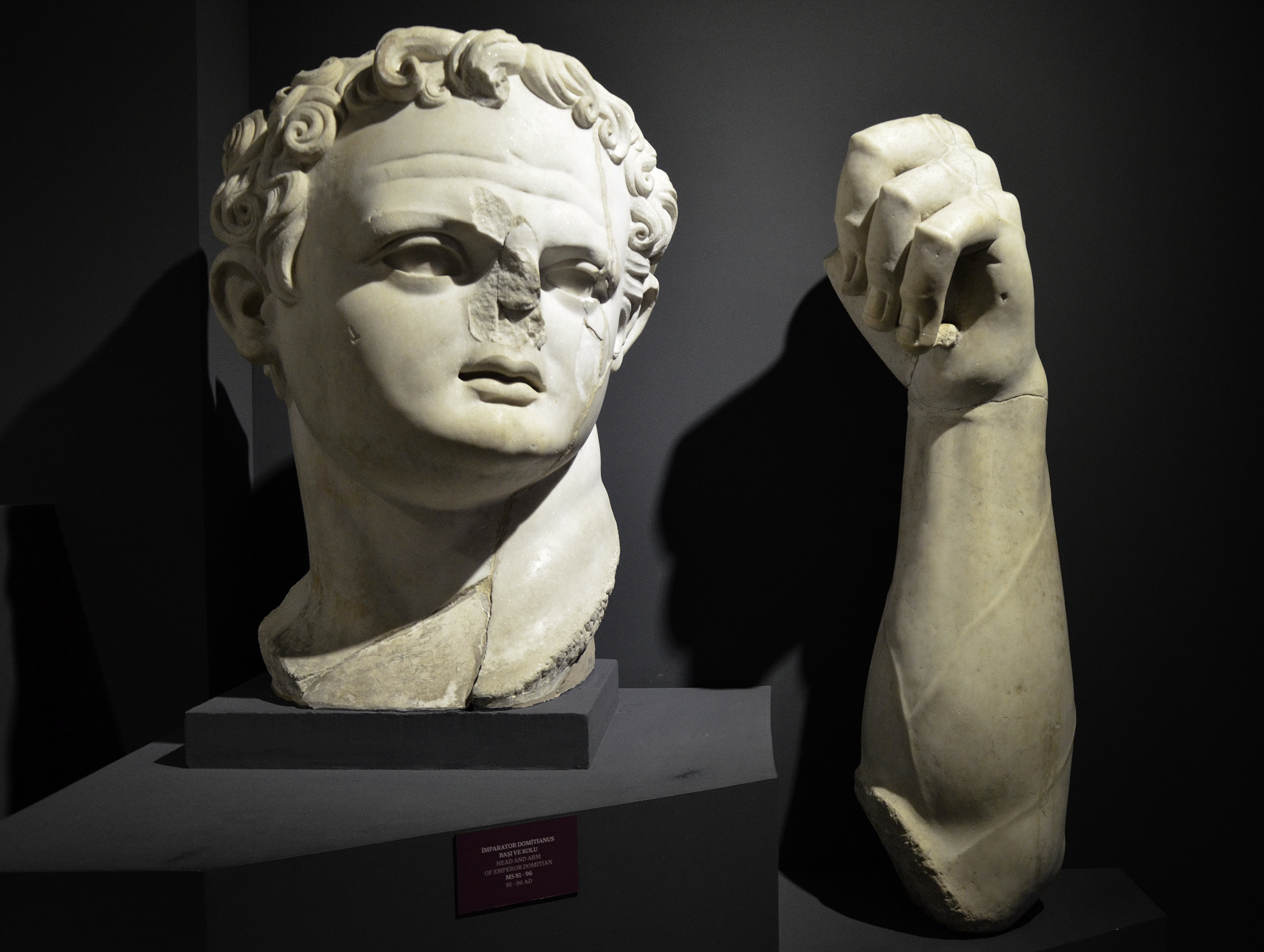
ドミティアヌス
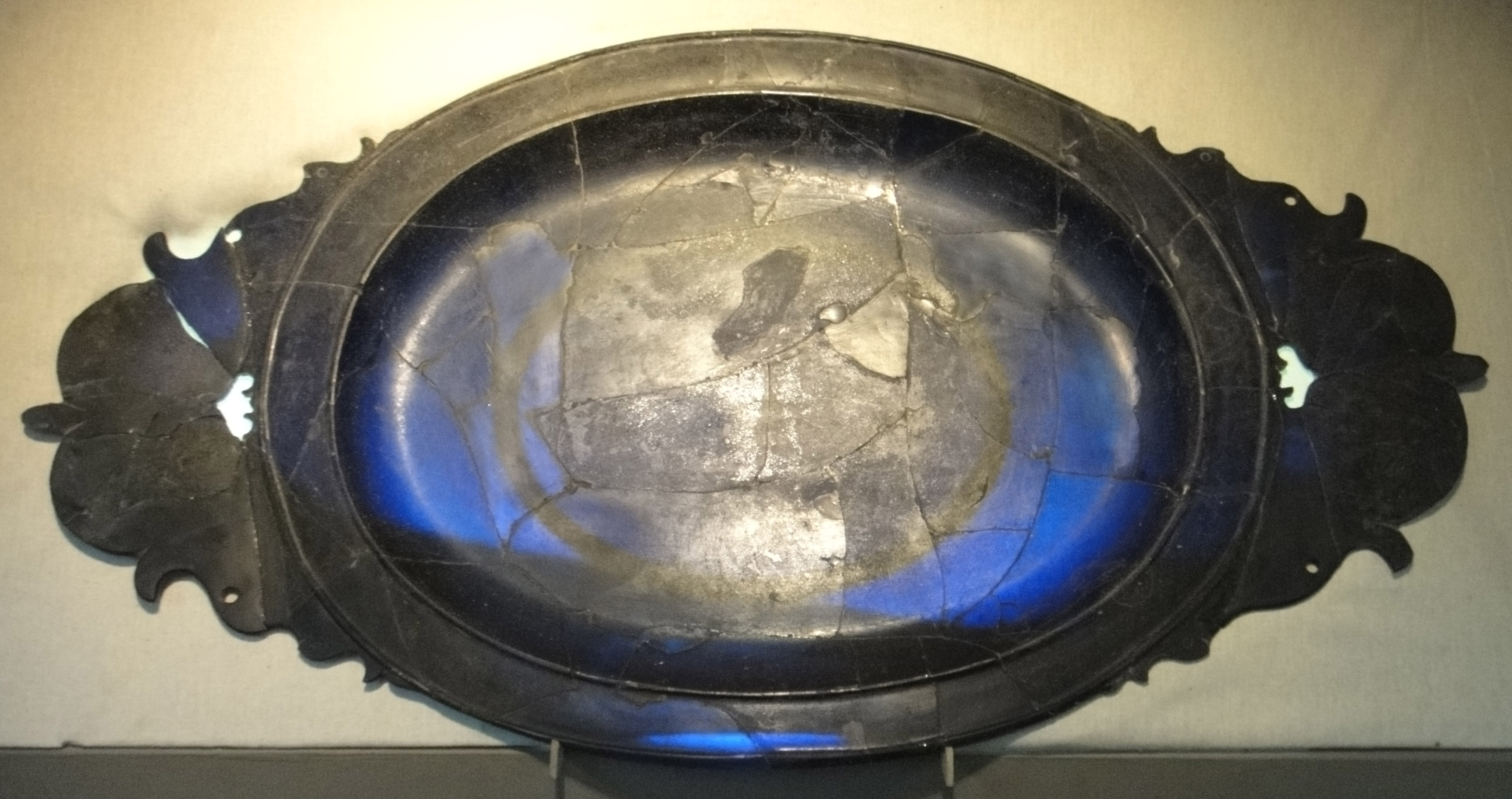
ガラスの盆（2世紀）
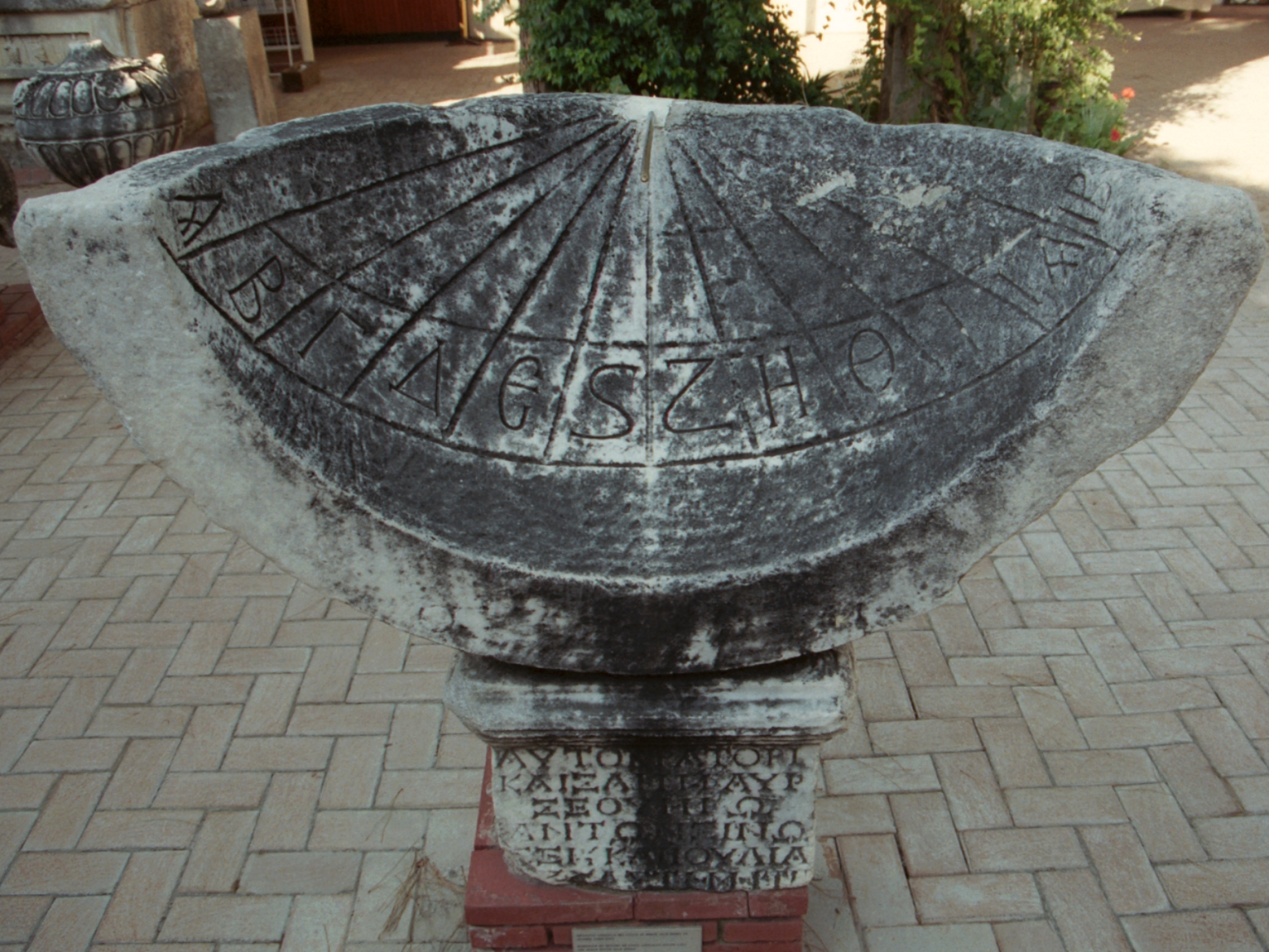
日時計（紀元3世紀）